# Mocsári kutyatej
A mocsári kutyatej (Euphorbia palustris) a Malpighiales rendjébe, ezen belül a kutyatejfélék (Euphorbiaceae) családjába tartozó faj. Egyéb nevei: tavi fűtej, csötkény vagy cötkény fűtej, szattyingkoró, szettyin, tejeskóró

## Előfordulása
A mocsári kutyatej csaknem egész Európa területén megtalálható. Élőhelyei egyre fogynak, ezért erősen veszélyeztetett faj.

## Megjelenése
A mocsári kutyatej apró fűzre emlékeztető megjelenésű, évelő növény. Erősen elágazó, kúszó gyöktörzse 1 méter mélységig is lehatoló gyökérrendszert fejleszt. Vastag, kopasz, belül üres szára alul vörös színű, 50-130 centiméter magas, de nemritkán a 150 centimétert is eléri. 20-30 centiméter hosszú és 3-15 milliméter széles szórt állású levelei ülők, lándzsa alakúak, csaknem ép szélűek vagy fogasak. Színük felül sötét-, fonákjukon kékeszöldek, ősszel bíborvörösre színeződnek. A bogernyővirágzat soksugarú. A virágzati fellevelek zöldessárgák, az állcsésze karimáján tojás alakú sárga mirigyek láthatók.

## Életmódja
A mocsári kutyatej mocsarakban, mocsárréteken, álló- és folyóvizek mentén, fűzcserjésekben nő. Többnyire állandóan vagy változóan nedves, tápanyagban gazdag, humuszos vagy tőzeges iszaptalajokat kedveli.
A virágzási ideje május–június között van. Mérgező növény.

## Képek

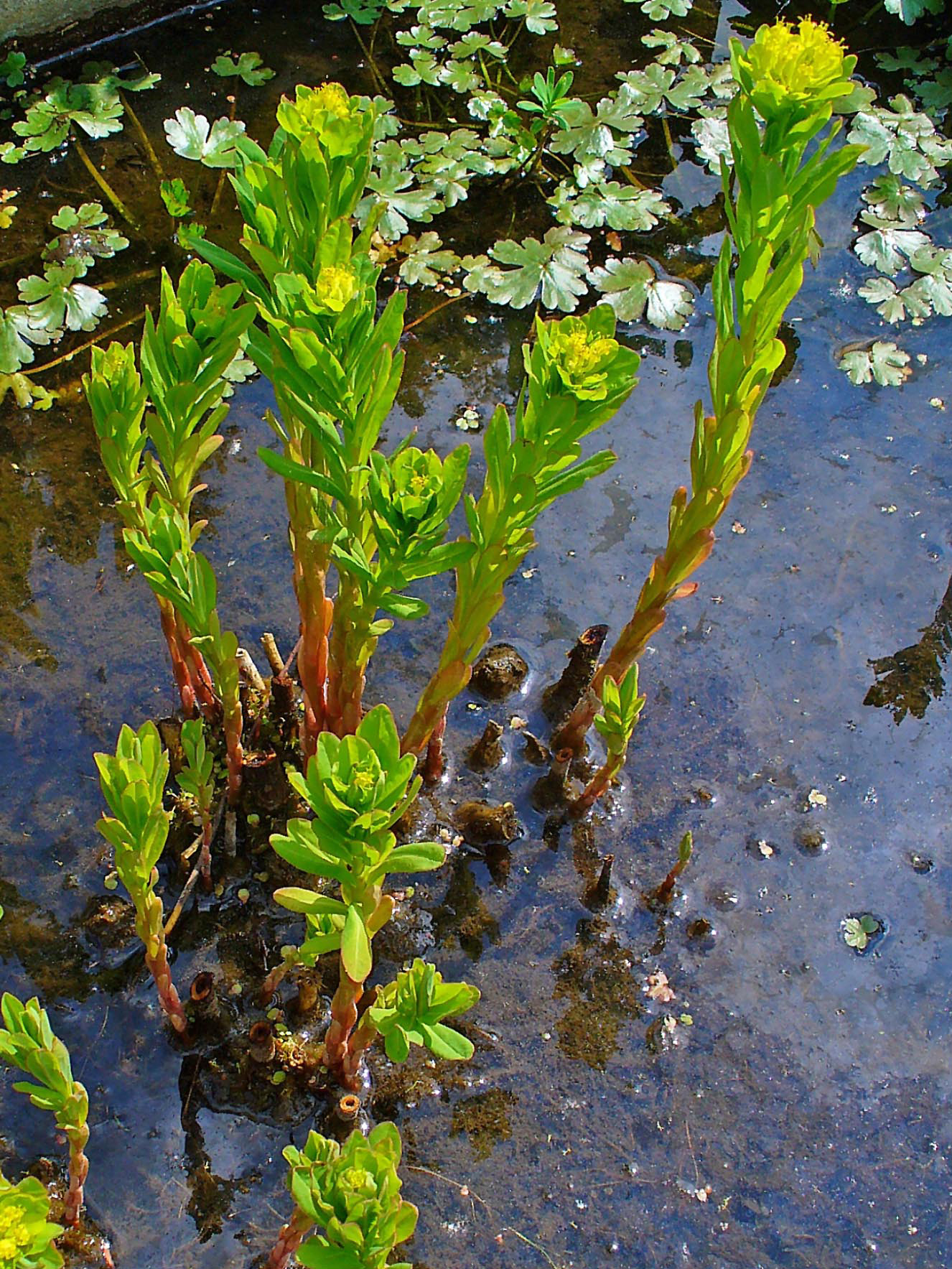
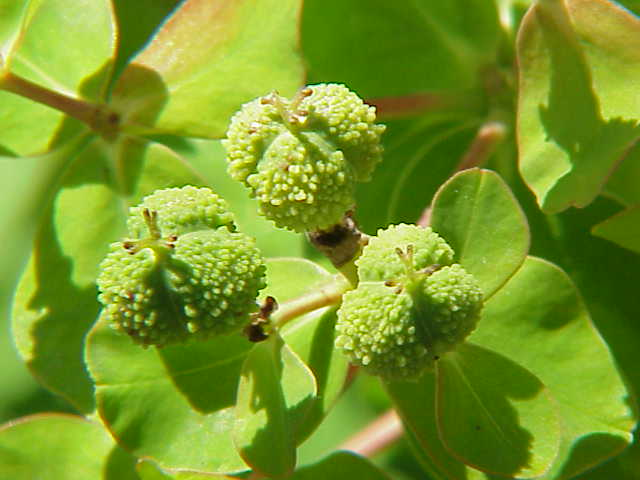
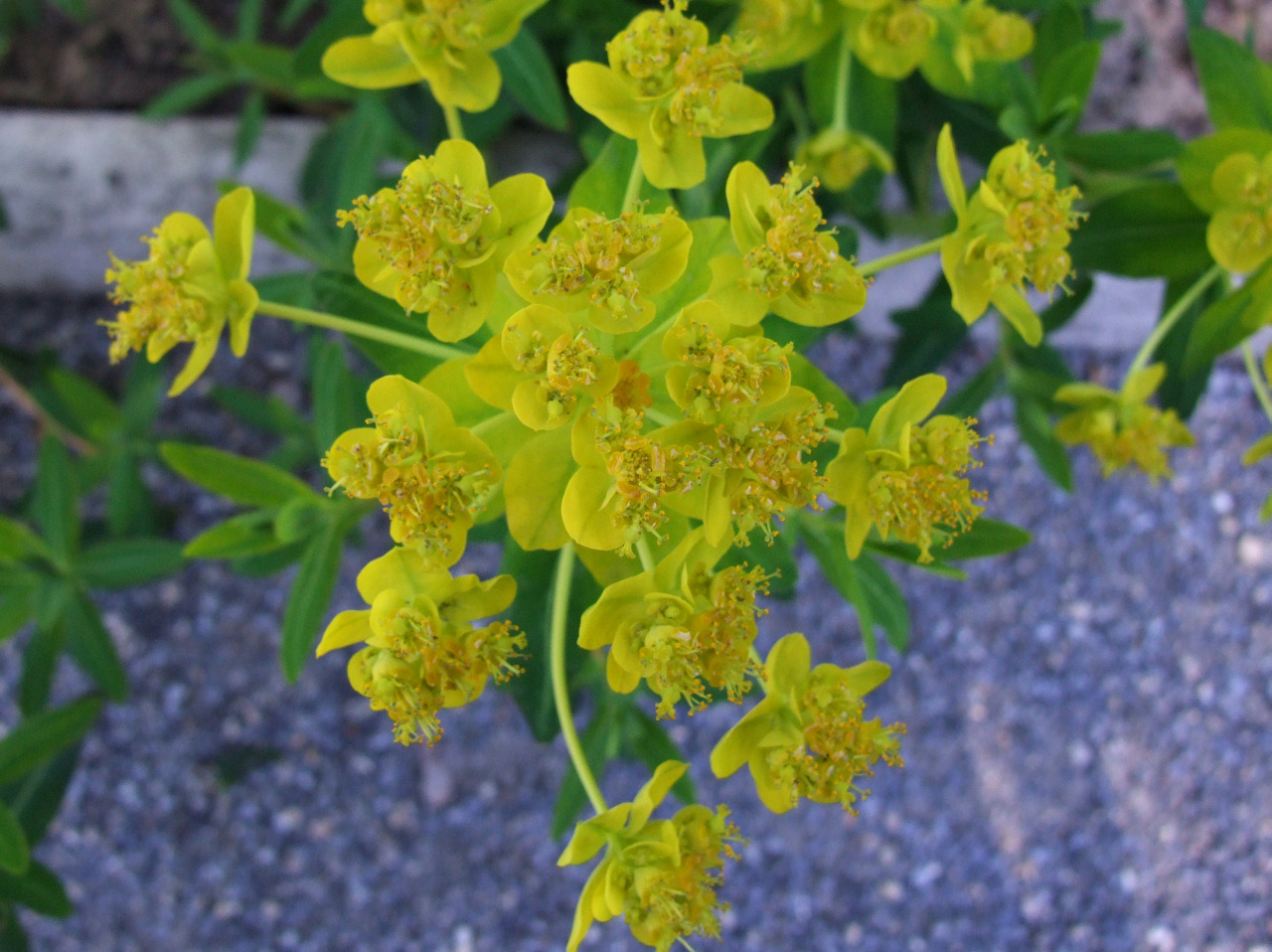
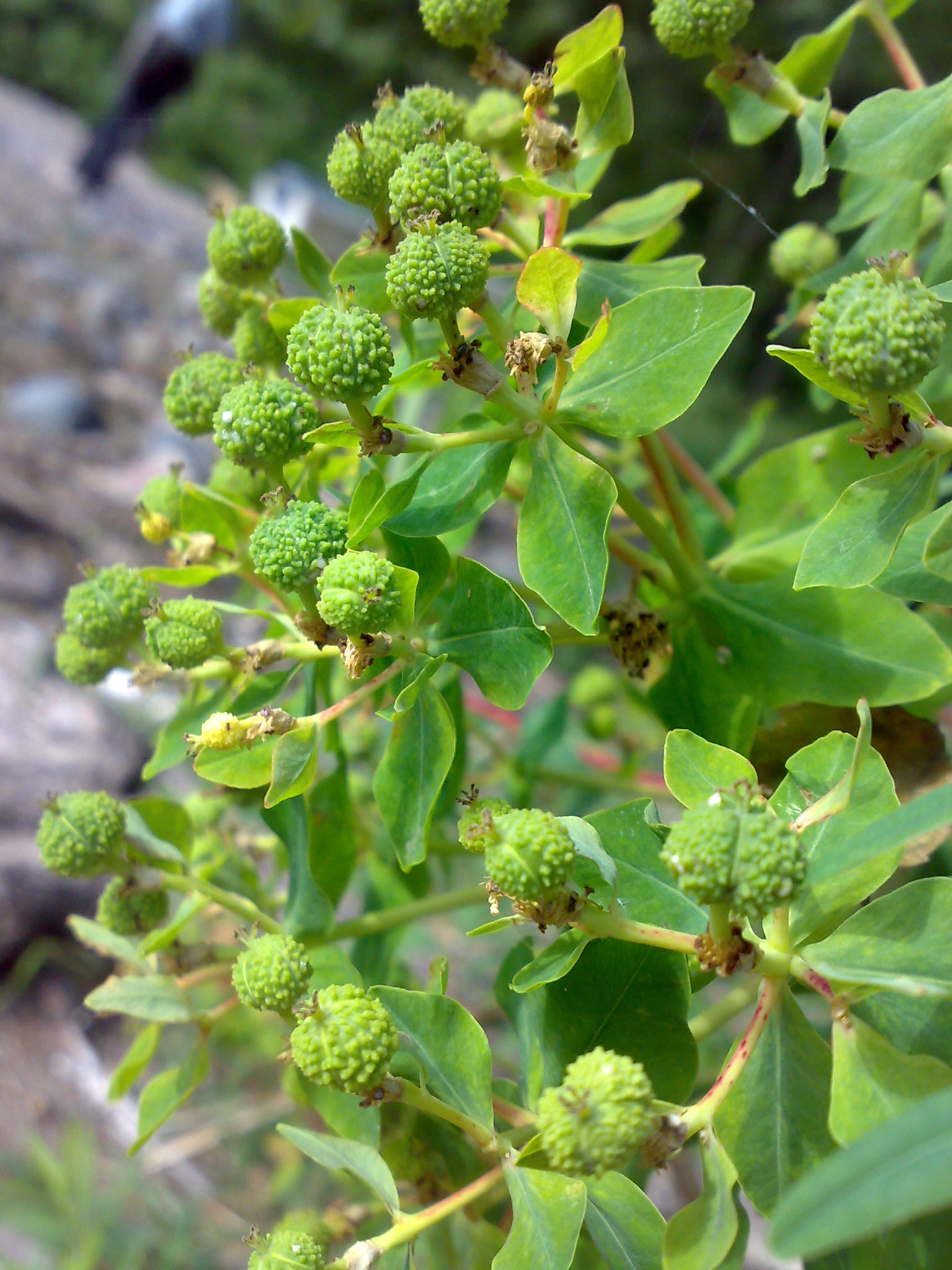
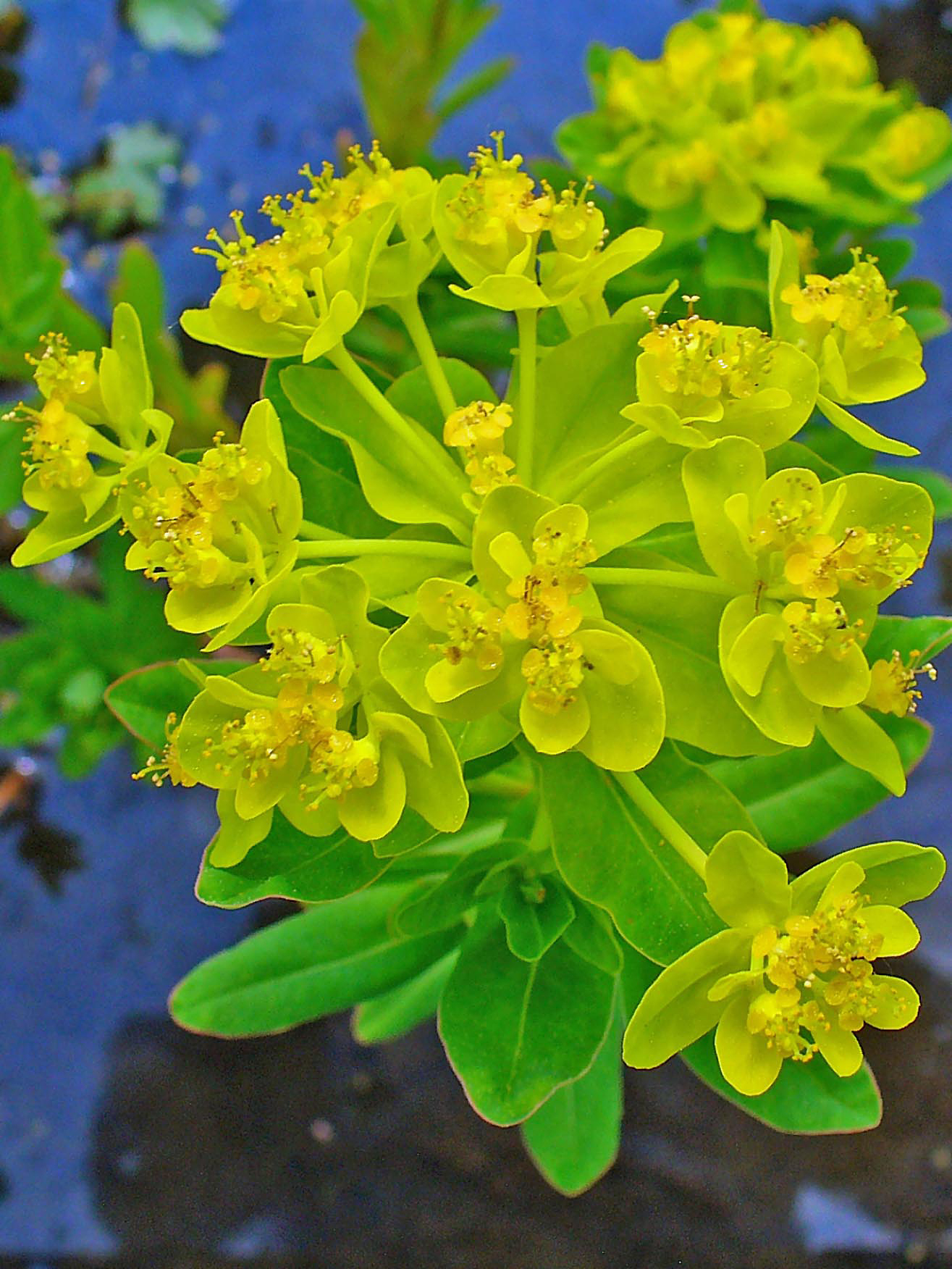
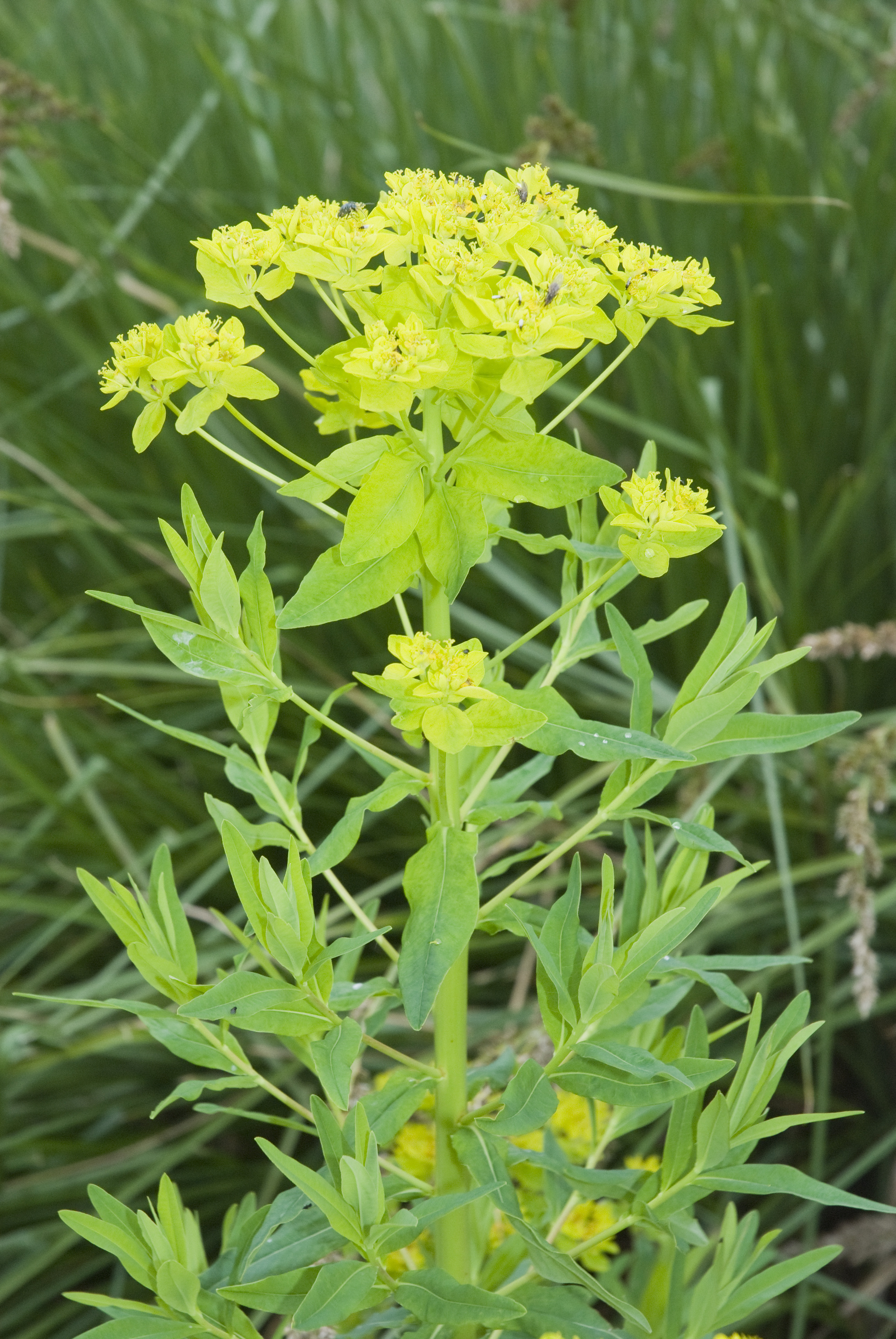